# Lipophrys dalmatinus

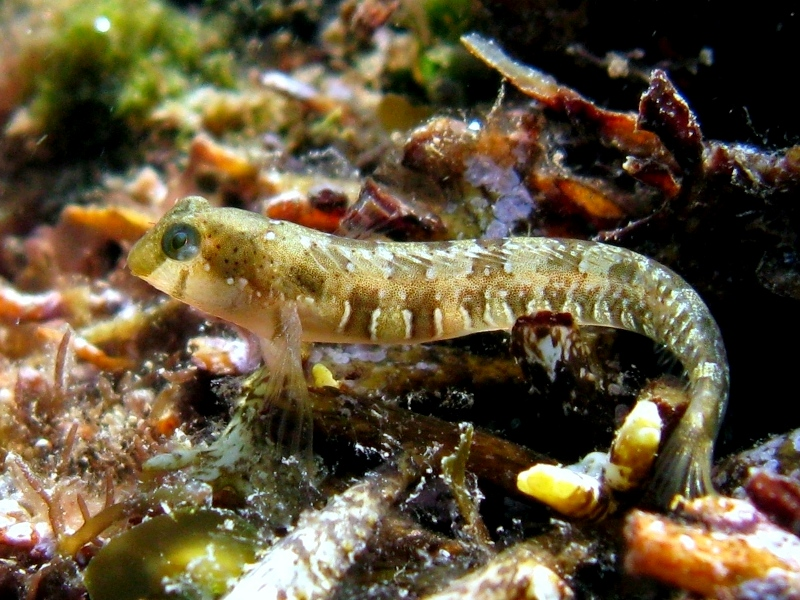
Individuo giovane

La bavosa dalmatina (Lipophrys dalmatinus) è un pesce di mare appartenente alla famiglia Blenniidae.

## Distribuzione e habitat
Si tratta di una specie endemica del mar Mediterraneo (una stazione anche nel golfo di Cadice).
Vive in acque basse e ben illuminate, in zone non troppo esposte alla furia del mare, su fondi rocciosi con alghe.

## Descrizione
Molto simile alla bavosa adriatica da cui si distingue soprattutto per i caratteri della livrea:
- Il ventre non è bianco ma ha una serie di macchie scure su fondo chiaro, spesso giallastro
- ci sono 7-8 macchie scure sul dorso su uno sfondo spesso verde chiaro
- una striscia scura va da una guancia all'altra, passando sotto il capo.

Anche in questa specie il maschio ha una maschera facciale nera su fondo giallo, come in Lipophrys adriaticus, Lipophrys nigriceps e Lipophrys canevai.
È un nano tra i Blenniidae mediterranei, infatti mediamente si aggira sui 3,5 cm e non supera i 4.

## Riproduzione
Avviene con modalità simili a quelle delle altre bavose.